# Mauricio Rosenmann Taub

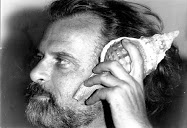
Mauricio Rosenmann Taub 1980

Mauricio Rosenmann Taub (Santiago de Chile, 29 de junio de 1932 - Essen-Werden, 8 de marzo de 2021) fue un compositor, escritor y poeta chileno.

## Biografía
Estudió en París con Olivier Messiaen y en Freiburg con Wolfgang Fortner. Primeramente estudió en el Conservatorio Nacional de Música de Santiago (piano con Roberto Duncker y Cristina Herrera; composición con Alfonso Letelier). Entre otras recompensas obtuvo el premio Centenario del Conservatorio y el premio Orrego Carvallo de la Universidad de Chile. Paralelamente a sus primeros trabajos literarios y de composición ejerció como docente, realizó giras de concierto y actuó como solista con la Orquesta Sinfónica de Chile. Mediante una beca alemana DAAD prosiguió los estudios en Stuttgart, Darmstadt y Freiburg y después en París con Messiaen cuya clase finalizó con el «premier prix». Realizó trabajos en el Groupe des Recherches Musicales de la radio francesa. En la Sorbona, y luego en Freiburg, estudió musicología, fonética y lingüística. Apoyado por el lingüista André Martinet obtuvo una beca del gobierno francés. Rosenmann regresó a Alemania a la Meisterklasse de Fortner en Freiburg donde rindió el examen de composición («Reifeprüfung in Komposition und Musiktheorie») y se desempeñó como docente. A partir de 1960 son publicados sus escritos y desde 1981 sus composiciones. En 1974 fue nombrado profesor titular de Musiktheorie (análisis, armonía, contrapunto e instrumentación) en la Folkwang Hochschule - University of the Arts de Essen, institución en la que ejerció hasta 2001.

## Obra
En 1960 algunos poemas de Rosenmann fueron traducidos al alemán y publicados en Freiburg en una revista estudiantil. En 1969 apareció en esa ciudad, con inscripción en la Biblioteca Nacional de Santiago, el ciclo de poemas los paraguas del no  (recensión en La Prensa en 1971). Desde entonces han aparecido otros doce volúmenes, mayormente en castellano, así como diversos ensayos. Asimismo se han publicado composiciones suyas de música escénica, de cámara y para piano solo en cuya elaboración se emplean procedimientos especiales de «alteración» (cf. en la Bibliografía la entrevista en la radio Deutsche Welle). Sus obras han sido ejecutadas por intérpretes de renombre en varios países europeos y en Chile. 
«En la elaboración de los textos de Rosenmann, la confluencia lengua/escritura y su realización gráfica es esencial.» (Stefan Fricke) «La visión y la audición se aguzan y se percibe algo que viene de lejos y vislumbra e indica el futuro.» «Realiza una poesía universal.» (Eugen Gomringer) Sobre Disparación ha expresado Gomringer: «No hay nada más bello (e importante) en nuestra literatura que este libro.» 
 En sus textos recientes, Rosenmann intenta establecer un lazo entre la similitud sonora y gráfica de las palabras y el intervalo musical. Raúl Zurita, Premio Nacional de Literatura: «Mauricio Rosenmann nos devuelve a esa edad indiscernible en que gesto, grafía y sonido no constituían compartimentos separados. Sus poemas se perciben antes de leerlos y se leen antes de cualquier pensamiento, como si de pronto tuviéramos ante nosotros la memoria futura de las lenguas.»
En la enciclopedia Komponisten der Gegenwart - KDG, artículo Rosenmann (1997) se expresa: «La obra de Mauricio Rosenmann Taub aparece como un laberinto de artes diversas en el que hilos de Ariadna aislados se entretejen retornando casi siempre a las encrucijadas pasadas», tanto en las composiciones escénicas como en las instrumentales donde «la expresión de lo visual se manifiesta de manera creciente.» 

## Composiciones
| 1954-1967 | Obras diversas para piano y para canto; música de cámara. |
| 1973-76   | Sirenata para flauta, piano, sintetizador y cinta magnética, dedicado a Renate Greiss, Primer movimiento fasolauta: Renate Greiss, flauta; Iwona Salling, piano Archivado el 30 de agosto de 2017 en Wayback Machine. radio de Hesse (Hessischer Rundfunk) 1978.[5] |
| 1977      | vis-à-vis para dos pianos con un pianista |
| 1979-1980 | Maquinación para flipper solo y conjunto de cámara (proyecto con alumnos de la Folkwang Hochschule), ISBN M-50085-008-3 |
| 1992      | Frankenstein-OperAzione para software-solo, actores, cantantes, coro hablado, instrumentistas, workstation y cinta magnética |
| 1996      | Ground per pianoforte e basso profondo (piano de concierto y keyboard |
| 1994-1997 | Scenata (sonatas en escena) – cuatro sonatas escénicas para actores, una cantante y conjunto de cámara |
| 1997-2002 | Solomisazione - Opera per una persona sola |
| 2001      | Hija mía, «wig-lid» de Dora Taub dedicado a Eva Rosenmann Taub Archivado el 10 de abril de 2010 en Wayback Machine. (instrumentación: M. Rosenmann), para mezzosoprano, corno inglés, viola, arpa y piano                                                           |
| 2006      | fa-Solstice para dos flautas, piano, mezzo-soprano/recitación y cinta magnética; nueva versión: Sirenata (2008) |
| 2007-2008 | Madam Czerny para piano solo (Étude N.º 1), ISSM: M-50085-056-4 |
| 2012-2018 | Pour les vingt doigts (piano y celesta a dos manos) |

## Ciclos de poemas
- Lo ya detenido; Antes del alba (1948-56, inéditos). Fragmentos fueron publicados en Disparación y en Invitación al garabato. Traducidos al alemán, algunos de estos textos aparecieron en julio de 1960 en Freiburg i. Br en la revista golem, 1'1 (blätter für lyrik) editada en colaboración con el compositor Friedhelm Döhl.
- los paraguas del no, Freiburg i. Br./Santiago de Chile, 1969 (edición artesanal del autor), inscripción 36354 en la Biblioteca Nacional de Santiago confirmada por el Registro de la Propiedad Intelectual el 18 de junio de 1969. Distribución: Pfau-Verlag, Saarbrücken, 1995, ISBN 3-930735-34-2 extracto 2
- El Europicho, 1973-83 (Sinfonía para nombres solos, I), Tosch-Verlag, Essen, 1983/Verlag Die Blaue Eule, Essen, Folkwang-Texte, 1996, ISBN 3-89206-781-3  Archivado el 19 de mayo de 2007 en Wayback Machine.
- Temprana aparición (Sinfonía para nombres solos, II), Folkwang-Texte, Essen, 1992, ISBN 3-89206-446-6  Archivado el 19 de mayo de 2007 en Wayback Machine.
- Chile o el p/fisco sauer (de Sinfonía para nombres solos, I), edición privada, carpeta con 44 hojas, 1972-83/1995, ISBN 3-930735-33-4 extracto
- Formicación, Pfau-Verlag, 1996, ISBN 3-930735-57-1 extracto
- Alteration - hojas de álbum, Pfau-Verlag, 1997, ISBN 3-930735-96-2 extracto
- Breviario, Pfau-Verlag, 2001, ISBN 3-89727-163-X extracto
- El lugar del encuentro / Der Ort der Begegnung – Una reseña sobre textos de Eugen Gomringer y Charles Baudelaire y sobre trabajos propios – Tentativa de interpretación, Pfau-Verlag, 2005 ISBN 3-89727-283-0
- Disparación, silabario disparatado, 2006-07; Pfau-Verlag, 2007 ISBN 978-3-89727-376-4 extracto; segunda edición revisada: MAGO Editores, Santiago, 2013, ISBN 978-956-317-178-5
- Invitación al garabato seguido del ensayo Dios es un número entre diez y dos, RiL editores, Santiago, 2008-09, ISBN 978-956-284-663-9
- Solo por ser usted, RiL editores, Santiago, 2010, ISBN 978-956-284-780-3
- Modulación, RiL editores, Santiago, 2012, ISBN 978-956-284-947-0/Pfau-Verlag, Saarbrücken, 2012, ISBN 3-89727-283-0
- Adivinación - biografía de un poema visual, RiL editores, Santiago, 2013, ISBN 978-956-284-992-0
- Preparaíso, Pfau-Verlag Saarbrücken ISBN 978-3-89727-528-7/ RiL editores, Santiago, 2014, ISBN 978-956-01-0128-0 - Vídeo de la Presentación del libro con Raúl Zurita
- Cuando me desperté comprendí que estaba dormido Archivado el 4 de marzo de 2016 en Wayback Machine., Colección Escritores chilenos y latinoamericanos, 2015, ISBN 978-956-317-289-8
- Antepoemas, Sinfonía para nombres solos III, 2019/2020     ISBN 978-3-89924-500-4 — ISBN 978-3-506-84141-4

## Teoría
- Lieder ohne Ton (Canciones sin sonido) – Observaciones sobre Federico Mompou, Canción; Ralf R. Ollertz, Toy Tô; Carlos Saura, Cría cuervos; Frédéric Chopin, Préludes, Pfau-Verlag, Saarbrücken, 1995.
- Die Entstellung als Analyse- und Kompositionsverfahren (La deformación como procedimiento de análisis y de composición), tirada aparte de la revista Musiktheorie 14, cuaderno 4, Laaber-Verlag, 1999. Este ensayo finaliza el proyecto Entwebernung, centrado en las Variaciones op. 27 de Anton Webern, con alumnos de la Folkwang Hochschule. Realización, ejecución y análisis en Essen, 1993; en Dortmund (spektakel-festival), 1994 y en Stuttgart, Fachtagung Musiktheorie (Congreso de análisis musical), 1997. Recensión de François Förstel en ME-me (Musik Experimentell) Nr. 5, Reuttlingen, 1997.
- lo visto se va mirando – El ciclo de variaciones Modulación - coplas y motes sobre «la vida pasa corriendo», 2002-05 (cf. El lugar del encuentro / Der Ort der Begegnung). Ver más abajo Enlaces externos: artes poéticas.
- Ton- und Fingersatz im Finale der h-Moll-Sonate op. 58 von Chopin und in Ondine von Ravel (Estructura y dedaje en el Final de la Sonata en si menor op. 58 de Chopin y en Ondina de Ravel), Musiktheorie 19, cuaderno 2, Laaber-Verlag, 2004.
- Irrealer Klang – irrealer Satz. Einige Bemerkungen über den Anfang von Tristan und über zwei Préludes von Chopin (Sonoridad irreal – escritura irreal. Algunas observaciones sobre el comienzo de Tristán y sobre dos Preludios de Chopin), Musiktheorie 19, cuaderno 2, Laaber-Verlag, 2004.